# Älvsbyn (đô thị)
Đô thị Älvsbyn  (tiếng Thụy Điển:  Älvsbyn kommun) là một đô thị ở hạt Norrbotten của Thụy Điển. Thủ phủ là thị xã Älvsbyn .